# یواس‌اس کانسرور (ای‌آراس-۳۹)
یواس‌اس کانسرور (ای‌آراس-۳۹) (به انگلیسی: USS Conserver (ARS-39)) یک کشتی بود که طول آن ۲۱۳ فوت ۶ اینچ (۶۵٫۰۷ متر) بود. این کشتی در سال ۱۹۴۵ ساخته شد.